# A Matter of Time (Stargate SG-1)
A Matter of Time (Cuestión de tiempo) es el decimosexto episodio de la segunda temporada de la serie de televisión de ciencia ficción Stargate SG-1 y el trigesimoctavo episodio de toda la serie. 

## Trama
El SG-10, al mando del Mayor Henry Boyd, trata de escapar, volviendo a la Tierra, de un mundo que está siendo devorado por un Agujero negro recién formado. El SGC recibe la señal del equipo, pero algo distorsionada. No obstante, nadie cruza el Portal y éste se cierra. Al llamar a ese mundo, Hammond y el resto descubren la existencia del agujero negro, y que sus efectos ya han alcanzado al equipo del Mayor Boyd por lo que un rescate es imposible. La situación, sin embargo, se complica cuando por algún motivo no logran desconectar la Puerta.
Pronto, la fuerza de gravedad del agujero comienza a afectar la forma en que pasa el tiempo dentro del Comando Stargate. De hecho, en la superficie ya han pasado 5 horas y el Pentágono ha mandado al Coronel Cromwell y a un equipo de fuerzas especiales para descubrir lo que pasa en la base. Creen que está bajo ataque alienígena.
Hammond intenta llamar al presidente por el teléfono rojo, pero no puede. De hecho, han perdido todas las comunicaciones sobre el subnivel 24. Hammond decide entonces subir para usar el teléfono del nivel principal. Allí, se encuentra con varios soldados armados y con el Mayor Paul Davis, que le informa que el tiempo está pasando más lento dentro del SGC, y que debe reunirse con el presidente a bordo del Avión presidencial.
Después de los 38 minutos (límite de tiempo teórico para mantener abierto un Stargate) la puerta sigue abierta y no hay manera de desconectar el portal. O'Neill sugiere entonces "desenchufar" la energía del portal. Al hacerlo, ocurre una sobrecarga quedando muy heridos Siler y Teal'c. No obstante, aún sin la energía del recinto, el Stargate continúa abierto. Carter teoriza que el Portal debe estar alimentado por el Agujero Negro. La capitán luego ordena al Teniente Simmons cerrar el Iris, al darse cuenta de que las fuerzas de gravedad del agujero están pasando por la Puerta.
Mientras tanto, Cromwell ya ha entrado al SGC e interceptado a la Dra. Fraiser, quien lo lleva ante O'Neill, para que le explique la situación.
Hammond vuelve de una sesión de 18 Horas con el presidente y los jefes adjuntos. Han decidido iniciar la Autodestrucción de la base. Evacuan a todos, excepto a O'Neill y Cromwell que permanecen para activar la secuencia.
En la superficie, Carter dice al Hammond que cuando les ordenó esperar 5 minutos, en realidad les dijo 6 horas. Ella cree firmemente que la explosión no desactivara la puerta. A pesar de esto, Hammond le dice que espera que este equivocada, y que de ser así las operaciones SGC continuarán con el 2.º Stargate.
En tanto, Cromwell pide a O'Neill que lo perdone por abandonarlo en Irak, durante una misión. O'Neill se da cuenta de que ahora él está viviendo una situación similar, al no poder rescatar al Mayor Boyd del agujero negro. En ese momento, Carter llega diciendo que encontraron otra forma de desactivar la puerta. Deberán colocar una bomba cerca del Stargate, para que la energía de la explosión, lo haga saltar a otra dirección. Usando cuerdas, deberán poner en posición la bomba y activar el contador. Mientras hacen esto, varios pedazos de vidrios de la sala de mando los alcanzan, rompiendo la cuerda Cromwell, pero Jack logra agarrarlo. No obstante, el Iris no resiste la presión de la gravedad y éste es tragado adentro del agujero. Entonces Cromwell, sabiendo que la cuerda no los sostendrá a ambos, decide soltarse. O'Neill arma la bomba y Teal'c, Carter y Siler logran alejarlo lo bastante lejos de la explosión. Al final, Jack despierta en la enfermería frente a los demás, incluso Daniel, que ha llegado de la misión con el SG-6, y que le dice, aunque le sea un poco difícil de aceptar, desde que se reportó al servicio ayer, han pasado en realidad dos semanas. O'Neill decide entonces seguir durmiendo.

## Artistas invitados
- Marshall Teague como el Coronel Cromwell.
- Teryl Rothery como la Dra. Janet Fraiser
- Tobias Mehler como el Teniente Graham Simmons.
- Colin Cunningham como el Mayor Paul Davis.
- Dan Shea como el Sargento Siler.